# Maria Mazilu
Maria Marinela Mazilu (* 12. April 1991 in Râmnicu Vâlcea) ist eine rumänische Skeletonpilotin.
Maria Mazilu lebt in Râmnicu Vâlcea und betreibt Skeleton seit 2006. Ein Jahr später rückte sie in den Nationalkader ihres Landes auf. Ihr internationales Debüt gab sie im November 2007 im Rahmen eines Europacup-Rennens in Igls, in dem sie 22. wurde. Auch in der folgenden Zeit startete sie regelmäßig in dieser Rennserie. Im Dezember in Cesana Torinese und im Januar 2008 in St. Moritz erreichte sie mit 12. Plätzen zunächst ihre besten Resultate, bis sie in Igls an den Junioren-Weltmeisterschaften und damit erstmals an einem Skeleton-Großereignis teilnahm und 19. wurde. In der folgenden Saison konnte Mazilu ihre Leistungen erheblich steigern. Sie fuhr weiterhin im Europacup und belegte bei drei Rennen in Igls zwei dritte und einen vierten Platz. Zudem wurde sie Sechste bei den Junioren-Weltmeisterschaften in Königssee.
Ab Januar 2009 trat die Rumänin zumeist im Intercontinentalcup an. Ihr erstes Rennen bestritt sie in Cesana, wo sie 22. wurde. In Winterberg konnte sie im November 2009 ebenso wie in Igls im Dezember mit achten Plätzen ihre bis dahin besten Ergebnisse in der Rennserie feiern. Als 42. der Weltrangliste war sie die letzte Athletin, die sich für die Olympischen Winterspiele 2010 von Vancouver qualifizieren konnte, wobei sie von der Nichtteilnahme Joska Le Contés profitierte. Am Ende belegte Mazilu von 20 Teilnehmerinnen den 19. Platz, wobei sie als schwächste Athletin von der Disqualifikation der Japanerin Nozomi Komuro profitierte. In allen vier Läufen erreichte sie mit Platz 19 die schwächste Laufzeit und hatte nicht nur mehr als 14 Sekunden Rückstand auf die Siegerin Amy Williams, sondern auch sieben Sekunden Rückstand auf die vor ihr auf dem 18. Platz liegende Jelena Judina.
Im Winter 2010/11 startete Mazilu bei je drei Rennen im Europa- und Intercontinentalcup und erreichte als beste Platzierung Rang acht beim Europacup in Winterberg. Sie nahm zudem erstmals an der Weltmeisterschaft teil, belegte dort allerdings unter 26 Starterinnen den letzten Platz. In der Saison 2011/12 debütierte sie im Weltcup und erreichte im ersten Rennen in Igls mit Rang 17 ihr bestes Saisonergebnis. Ende 2012 gewann sie Bronze bei der Junioren-Weltmeisterschaft in Igls, was sie in der Saison darauf in Winterberg wiederholen konnte. Im Januar 2014 gewann sie außerdem zum ersten Mal ein Rennen im Europacup. Zum Saisonabschluss nahm sie an den Olympischen Spielen 2014 in Sotschi teil. Dort belegte sie mit dem 20. Platz erneut den letzten Rang, wobei sie sich hinsichtlich der Laufzeiten näher an die restliche Weltspitze heranschieben konnte als bei ihrem Debüt vier Jahre zuvor und insgesamt weniger als sechs Sekunden hinter Siegerin Elizabeth Yarnold lag.
2014/15 bestritt sie die erste Saisonhälfte im Intercontinentalcup, wo sie als bestes Resultat Neunte in Lillehammer wurde, und anschließend fünf Rennen im Weltcup, wo sie als Elfte und Zehnte bei den beiden Rennen in Igls die bisher besten Ergebnisse ihrer Karriere erreichte. Bei der Weltmeisterschaft wurde sie wie bereits zwei Jahre zuvor 20. im Einzel und belegte außerdem mit dem rumänischen Team Rang 9 im Mannschaftswettbewerb.
2018 nahm Mazilu an ihren dritten Olympischen Spielen teil. In Pyeongchang erreichte sie den 18. Platz.